# Martin Kjølholdt
Martin Kjølholdt (22 gennaio 1938 – 12 aprile 1989) è stato un calciatore norvegese, di ruolo attaccante.

## Carriera

### Club
Kjølholdt vestì la maglia del Sarpsborg.

### Nazionale
Conta 2 presenze per la Norvegia. Esordì l'8 agosto 1965, nella sconfitta per 4-0 su Finlandia.